# 上湖 (萬德利茨)
52°45′37″N 13°33′09″E / 52.760264°N 13.552393°E

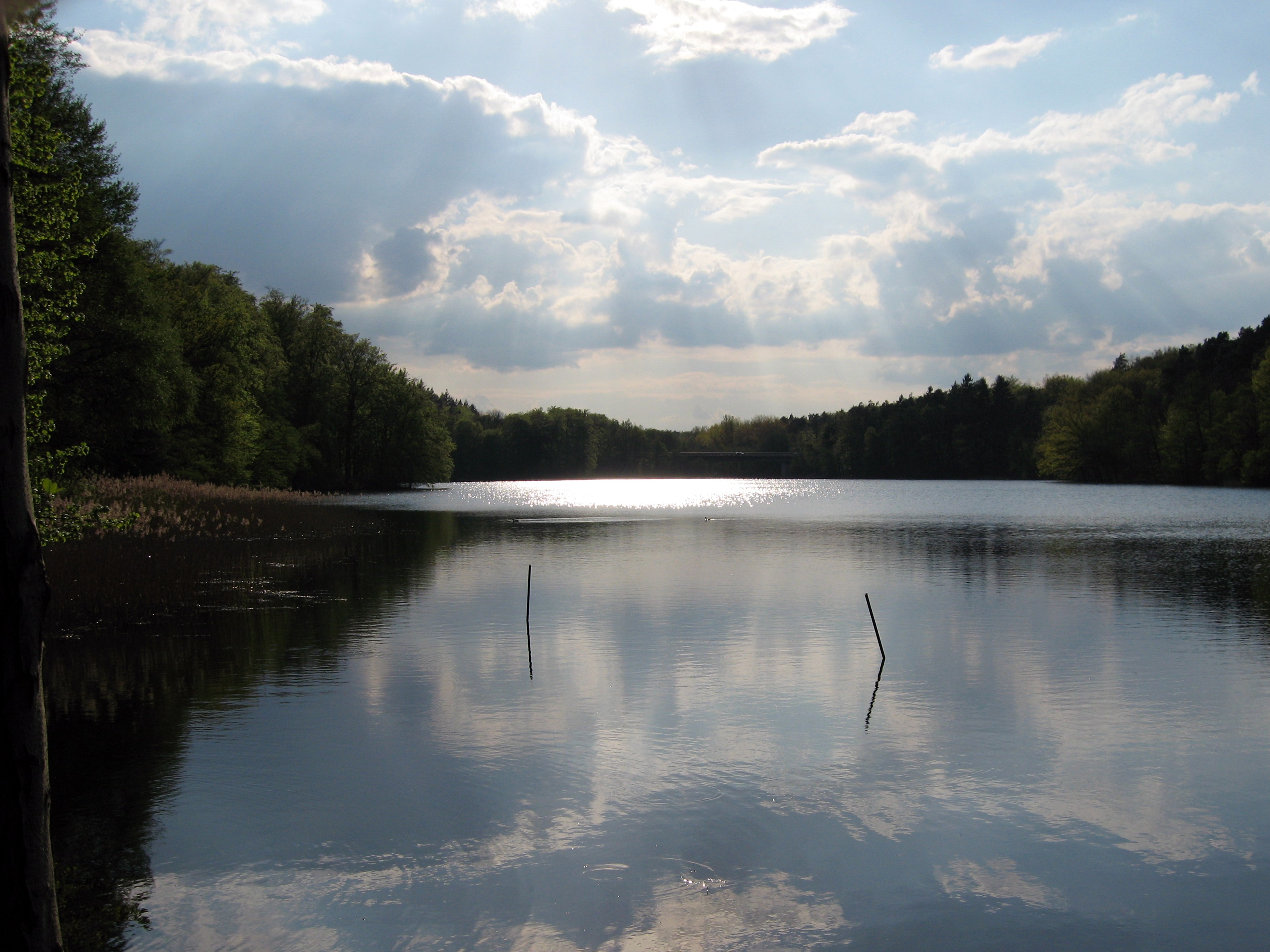

上湖（德語：Obersee），是德國的湖泊，位於該國西南部，由勃蘭登堡州負責管轄，處於萬德利茨以西，面積0.14平方公里，最大水深10米，湖岸線長度1.6公里。